# Konami Hyper Soccer
Konami Hyper Soccer é um jogo de videogame lançado pela Konami em 1992 na Europa para o Nintendinho.
Foi o segundo game de futebol criado pela Konami, sucedendo ao Konami’s Soccer, de 1985. Mais evoluído que seu antecessor, é considerado o embrião do que viria a ser "International Superstar Soccer". Ele trazia um visual bastante detalhado considerando as capacidades do console 8-bits. Havia ainda requintes como a bola aumentar de tamanho conforme era chutada para o alto.

## Equipes
Há 72 equipes representadas no jogo:
- Alemanha
- Holanda
- Bélgica
- Bélgica
- Guatemala
- Portugal
- Itália
- Bélgica
- Emirados Árabes Unidos
- Malawi
- Quénia
- Iraque
- Trinidad e Tobago
- Etiópia
- Afeganistão
- Bélgica
- Argentina
- Bélgica
- Roménia
- Marrocos
- Venezuela
- Espanha
- Nigéria
- Bélgica
- Bélgica
- Equador
- Inglaterra
- Portugal
- Brasil
- Polónia
- Uruguai
- Chile
- Bélgica
- Bolívia
- Libéria
- Portugal
- Jamaica
- Bélgica
- Hungria
- Bélgica
- União Soviética
- Suécia
- Tchecoslováquia
- Camarões
- Irlanda
- Bélgica
- Bélgica
- Japão
- Catar
- Coreia do Sul
- Arábia Saudita
- Estados Unidos
- Honduras
- São Vicente e Granadinas
- México
- Austrália
- Nova Zelândia
- Ilhas Salomão
- Papua-Nova Guiné
- Escócia
- Bélgica
- Bélgica
- Colômbia
- Albânia
- Moldávia
- Liechtenstein
- Lituânia
- Portugal
- Iugoslávia
- Bélgica
- Canadá
- Bélgica
- Mali